# Balleroy-sur-Drôme
 Balleroy-sur-Drôme es una comuna nueva francesa situada en el departamento de Calvados, de la región de Normandía.

## Historia
Fue creada el 1 de enero de 2016, en aplicación de una resolución del prefecto de Calvados del 23 de diciembre de 2015 con la unión de las comunas de Balleroy y Vaubadon, pasando a estar el ayuntamiento en la antigua comuna de Balleroy.

## Demografía
| Gráfica de evolución demográfica de Balleroy-sur-Drôme entre 1800 y 2013 |
|                                                                          |

Los datos entre 1800 y 2013 son el resultado de sumar los parciales de las dos comunas que forman la nueva comuna de Balleroy-sur-Drôme, cuyos datos se han cogido de 1800 a 2006, para las comunas de Balleroy y Vaubadon de la página francesa EHESS/Cassini. Los demás datos se han cogido de la página del INSEE.

## Composición
| Comuna delegada | Código INSEE | Población (2013) | Superficie (km²) | Densidad (hab./km²) |
| --------------- | ------------ | ---------------- | ---------------- | ------------------- |
| Balleroy        | 14035        | 996              | 4.23             | 235                 |
| Vaubadon        | 14727        | 438              | 7.54             | 58                  |